# ميودراغ بولاتوفيتش
ميودراغ بولاتوفيتش (بالسيريلية الصربية: Миодраг Булатовић)‏ (20 فبراير 1930 - 15 مارس 1991)، هو كاتب روائي، وكاتب مسرحي، من يوغوسلافيا.

## من مؤلفاته المترجمة للعربية
- رجال بأربع أصابع.[9]
- الاصبع الخامس.[10]

## الجوائز
- جائزة أفضل رواية للعام (1975).
- عام 1956 بكتاب قصص قصيرة والذي حصل على جائزة اتحاد الكتاب الصرب.

## روابط خارجية
- ميودراغ بولاتوفيتش على موقع مونزينجر (الألمانية)